# № 12 (галиот, 1797)
№ 12 — галиот Каспийской флотилии Российской империи, находившийся в составе флота с 1797 года, участник русско-персидской войны 1804—1813 годов, использовался в качестве грузового судна.

## Описание галиота
Парусный галиот с деревянным корпусом, один из 12 галиотов типа «Номерной», строившихся на Казанской верфи в 1796—1797 годах.

## История службы
Галиот № 12 был заложен на стапеле Казанского адмиралтейства в 1796 году и после спуска на воду в 1797 году вошёл в состав Каспийской флотилии России.
С 1798 по 1802 год использовался для грузовых перевозок между портами Каспийского моря. Принимал участие в русско-персидской войне 1804—1813 годов. В кампании с  1804 по 1806 год использовался для доставки провианта из Астрахани в русские укрепления на персидских берегах, а в 1805 году также участвоывал в бомбардировке Баку.

## Командиры галиота
Командирами галиота № 12 в составе Российского императорского флота в разное время служили:
- мичман Н. А. Певцов (1804 год)[комм. 2][4];
- лейтенант И. А. Верещагин (1805 год)[3].

### Комментарии
1. ↑  Всего в рамках серии было построено 12 галиотов с номерами от 1 до 12[1].
2. ↑  В 1803—1805 годах последовательно командовал военными галиотами №№ 9—12[4].